# Альпін I
Альпін I (*Alpín I, д/н —бл. 742) — король Піктії у 726—728 роках та Дал Ріади у 733 році.

## Життєпис
За деякими відомостями предки походили з Берніції, були англосаксонською знаттю, інші вважають його сином Ехдаха з династії володарів Дал Ріади. Про дату й місце народження нічого невідомо. У 726 році організував змову проти короля Друста VII, можливо, його брата. Здобув підтримку з боку частини піктської знаті. Але багато піктів не сприйняли Альпіна I.
У 728 році проти нього повстали два колишніх короля — Нехтон III і Друст VII. Розпочалася боротьба Альпіна I з обома претендентами. Того ж року зазнав поразки від військ Нехтона у битві при Монайд Кребі (неподалік від Перту). Тут загинув син короля Альпіна I. Потім останній зазнав поразки того ж року у битві при Каслен-Креді, після чого втратив владу. Ймовірно втік до Дал Ріади.
Тут у 733 році повалив свого брата Еохайда III мак Ехдах, ставши королем Дал Ріади. Але протримався недовго — того ж року Альпіна I було повалено Муїредахом мак Айнбкеллайхом.
За деякими відомостями помер близько 742 року, але низка дослідників відносить дату смерті Альпіна I приблизно до 730-х років.